# Methanoregula
Methanoregula (лат.) — род архей из семейства Methanoregulaceae.

## Классификация
На июнь 2017 года в род включают 2 вида:
- Methanoregula boonei Bräuer et al. 2011typus
- Methanoregula formicica Yashiro et al. 2011